# Tina Haim-Wentscher
Tina Haim-Wentscher (auch: Tina Haim, Tina Wentcher; 17. Dezember 1887 in Konstantinopel, Osmanisches Reich – 21. April 1974 in St Kilda, Melbourne, Australien) war eine deutsch-australische Bildhauerin.

## Leben
Tina Haim wurde 1887 in Konstantinopel geboren als Tochter des aus Serbien stammenden Kaufmanns David Leon Haim (1849–1916) und dessen italienischer Ehefrau Rebecca Mondolfo (1863–1930). Die Familie gehörte zu den türkisch-sephardischen Juden. Die Familie kam über Wien 1893 nach Berlin, wo Tina Haim 1907/08 an der Lewin-Funcke-Schule in Charlottenburg Bildhauerei studierte und ab 1929 ein eigenes Atelier in Dahlem betrieb. Von 1912 bis 1914 weilte sie mehrmals zu Studienaufenthalten in Paris, wo es auch zu Begegnungen mit dem Bildhauer Auguste Rodin kam. Mit einer Büste ihrer Schwester, ihrem Erstlingswerk, nahm sie an einer Ausstellung der Berliner Secession teil. Eine langjährige Freundschaft verband sie mit der Bildhauerin Käthe Kollwitz.
Im Jahr 1914 heiratete sie den Berliner Maler Julius Wentscher. Ab 1921 unternahmen sie gemeinsame Studienreisen nach Griechenland, Italien, Ägypten und 1931/32 eine längere Reise nach Bali und Java. Von 1927 bis 1931 war sie Mitglied im Verein der Berliner Künstlerinnen. 1933 entschieden sie sich auf Anraten von Käthe Kollwitz, wegen der sich verschlechternden Situation für Juden nicht mehr nach Deutschland zurückzukehren. Es folgten Aufenthalte in China (1932/33) und erneut Indonesien (1933/34) sowie in den Ländern Indochinas, etwa 1935/36 in Siam und Kambodscha, 1936/37 in Singapur und 1936/40 in Malaysia.
Mit Ausbruch des Zweiten Weltkrieges wurde das Paar 1940 als Enemy Aliens nach Australien deportiert, wo sie zunächst bis 1942 interniert waren in Tatura, Victoria. Nach ihrer Entlassung ließen sie sich in Melbourne nieder, erhielten 1946 die australische Staatsbürgerschaft und anglisierten ihren Namen zu „Wentcher“. Tina Haim-Wentcher wurde Mitglied der Melbourne Society of Women Painters and Sculptors, 1958 erhielt sie den Interstate Sculptors Prize von Newcastle, New South Wales. Ihre karitative Arbeit für das Royal Children’s Hospital in Melbourne führte zu einer engen Freundschaft mit der Philanthropin Dame Elisabeth Murdoch (1909–2012), der Mutter des Medienunternehmers Rupert Murdoch. Tina Haim-Wentcher verstarb 1974 in ihrem 87. Lebensjahr in Melbourne.

## Werk
Der Kunstmäzen James Simon schenkte dem Ägyptischen Museum Berlin 1920 neben anderen Stücken die Büste der ägyptischen Königin Nofretete, das bekannteste Exponat seiner Sammlung. Simon hatte die Grabungen Ludwig Borchardts im ägyptischen Tell el-Amarna finanziert und die Fundstücke nach Deutschland gebracht. Heinrich Schäfer, Direktor des Ägyptischen Museums, schätzte die Arbeiten Haim-Wentschers sehr. Er beauftragte 1913 die Künstlerin, handvermessene Kopien der Büste anzufertigen. Sie fertigte zwei Exemplare in Kunststein für Kaiser Wilhelm II. und James Simon, bei denen die Fehlstellen an der Krone, Ohr, Uräus ausgemerzt und das fehlende Auge ersetzt wurde. Anfang der 1920er Jahre fertigte Haim-Wentscher ein weiteres Mal eine Modellbüste, ein exaktes, manuell vermessenes Modell. Dieses Modell diente über viele Jahre zum Abformen aller nachfolgenden Kunstrepliken.
Tina Haim-Wentscher gestaltete gemeinsam mit ihrem Mann für die Empire-Exhibition 1938 in Glasgow die künstlerische Ausstattung des malaysischen Pavillons in Form von zehn Dioramen mit lebensgroßen Kunststeinfiguren vor Landschaftsbildern.
Skulpturen von ihr befinden sich in der National Gallery of Victoria, Melbourne, in der National Gallery of Australia, Canberra, in der Art Gallery of New South Wales in Sydney und im McClelland Gallery and Sculpture Park, Langwarrin, Victoria.

## Werke (Auswahl)
- Büste der Nofretete (Nachbildung)[10][11]

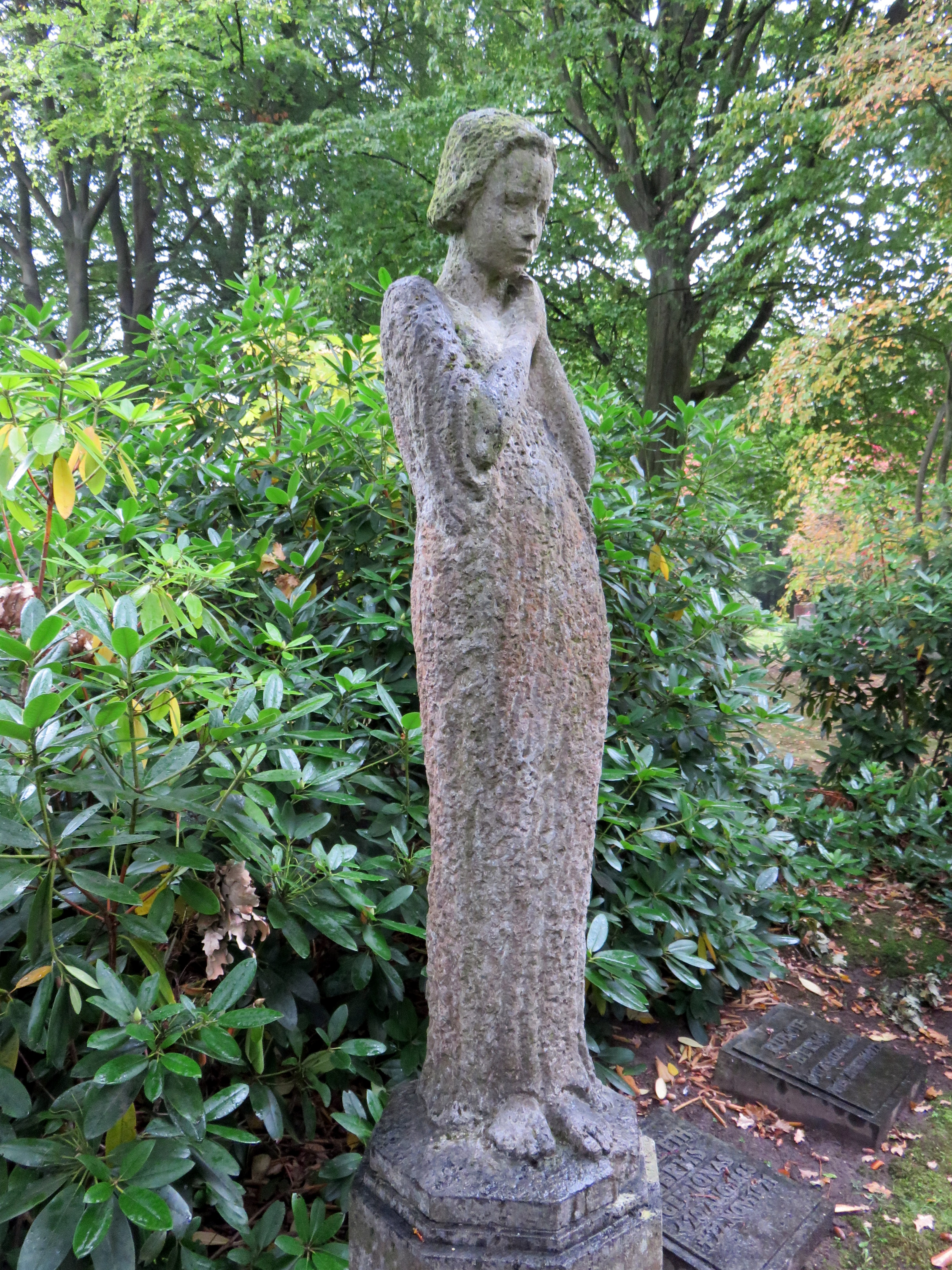
Grab Levison, Hamburg

- Büste von Adolf Erman, Bronze, 1915, Nationalgalerie, Staatliche Museen zu Berlin
- Der Geiger Bronisław Huberman, Bronze, 1916, Nationalgalerie, Staatliche Museen zu Berlin
- Grabskulptur Levison, 1923, Friedhof Ohlsdorf, Hamburg
- Büste von Käthe Kollwitz, Tonmergel, 1926, Nationalgalerie, Staatliche Museen zu Berlin
- Büste von James Simon, Leo Baeck Institut, LBI Art Collection, New York City[12] (Nachguss)
- Büste von Hephzibah Menuhin, Haileybury College, Brighton East, Victoria
- Büste von Gao Qifeng, Heritage Museum, Hongkong[13]
- Head of a Besharin boy (Bessarabian Boy), National Gallery of Victoria, Melbourne[14]
- Balinese Woman Wearing Red Head Cloth[15]

## Ausstellungen
- 1987: Tina Wentcher 1887–1974: A Centennial Exhibition, Melbourne[16]
- 2017: Tina Haim – Tina Haim-Wentscher – Tina Wentcher Sculptor: 1887–1974, McClelland Sculpture Park & Gallery. Kurator: Ken Scarlett OAM[17]